# 克里斯蒂扬·亚基奇
克里斯蒂扬·亚基奇（1997年5月14日—），生于斯普利特，克罗地亚男子足球运动员，司职中场。現效力於德甲球隊奥格斯堡。克羅地亞國家足球隊成員。他曾代表克罗地亚国家队参加2022年国际足联世界杯。

## 榮譽
萨格勒布迪纳摩
- 克罗地亚足球联赛：2020–21
- 克羅地亞盃：2020–21[4]

法蘭克福
- 欧足联欧洲联赛：2021–22

克罗地亚
- 世界杯季军：2022